# Søren Busk
Søren Thomas Busk (* 10. dubna 1953, Glostrup) je bývalý dánský fotbalista. Obvykle nastupoval na pozici obránce. S dánskou reprezentací získal bronzovou medaili na mistrovství Evropy v roce 1984 (odehrál na turnaji 4 zápasy). Zúčastnil se též mistrovství světa v roce 1986 (4 zápasy) a mistrovství Evropy v roce 1988 (1 zápas). Za národní tým nastupoval v letech 1979–1988 a odehrál za něj 61 utkání, v nichž vstřelil dva góly. Specifické na jeho kariéře bylo, že ji téměř celou strávil v zahraničí, s výjimkou posledních dvou sezón, kdy se vrátil domů dosloužit v klubu Herfølge BK (1988–1990). Předtím hrál za německý klub SC Westfalia Herne (1977–1979), nizozemský MVV Maastricht (1979–1982, 1985–1986), belgický KAA Gent (1982–1985), AS Monaco (1986–1987) a rakouský Wiener Sport-Club (1987–1988). S Gentem získal v roce 1984 belgický pohár. Po skončení hráčské kariéry získal vysokou pozici v dánské firmě Select Sport, která vyrábí sportovní potřeby.